# Billy Lenoir
Billy Lenoir, né le 6 décembre 1942 et mort le 28 mars 2007, est un joueur de tennis américain.

## Palmarès

### Titre en simple messieurs
| No | Date | Nom et lieu du tournoi                      | Catégorie | Surface | Finaliste       | Score              |  |
| -- | ---- | ------------------------------------------- | --------- | ------- | --------------- | ------------------ |  |
| 1  | 1965 | Tournoi de tennis de Cincinnati, Cincinnati |           | NC      | Herb Fitzgibbon | 1-6, 6-3, 6-3, 9-7 |  |

### Finale en simple messieurs
| No | Date | Nom et lieu du tournoi                      | Catégorie | Surface | Vainqueur | Score              |  |
| -- | ---- | ------------------------------------------- | --------- | ------- | --------- | ------------------ |  |
| 1  | 1961 | Tournoi de tennis de Cincinnati, Cincinnati |           | NC      | Allen Fox | 3-6, 8-6, 6-2, 6-1 |  |